# Eupremio Carruezzo
Eupremio Carruezzo, noto anche come Tony Carruezzo (Brindisi, 9 dicembre 1969), è un dirigente sportivo, allenatore di calcio ed ex calciatore italiano, di ruolo attaccante.
Il nomignolo Tony gli fu messo ai tempi in cui militò nel Barletta, dal suo compagno di squadra Mauro Nardini, perché Eupremio risultava alquanto difficile da pronunciarsi.
In alcune raccolte di sticker il suo nome venne storpiato in Eugenio.

## Carriera

### Giocatore
Cresciuto calcisticamente nella squadra della sua città, il Brindisi, fece il suo esordio tra i professionisti a sedici anni, giocandovi in totale per due stagioni. Nel 1988 venne ceduto al Barletta, in Serie B, dove segnò due reti in 17 gare.
Nella stagione 1989-1990 la Salernitana puntò sul ventunenne Carruezzo che, frenato da un grave infortunio, giocò 11 partite segnando 3 reti, dando il suo contributo alla promozione dei granata in Serie B, categoria da dove mancavano da ben 23 anni. Nella stagione successiva, nel campionato cadetto, Carruezzo disputò 35 partite realizzando 5 gol.
Nel 1991 si trasferì all'Ancona, sempre in B, nelle cui file ottenne la promozione in Serie A. Tuttavia rimase in cadetteria per altre tre stagioni, vestendo le casacche di Monza, di nuovo Ancona e Venezia, e totalizzando nel triennio 31 presenze e sei reti.

Carruezzo all'Ancona nel precampionato dell'estate 1994

Nel 1994 scese di categoria ritrovando la Serie C1. Vi giocò per tre stagioni, una facendo ritorno a Barletta e due con il Savoia di Torre Annunziata. Con i campani, nel 1996-1997 disputò la migliore di quelle tre stagioni, in cui vinse il titolo di capocannoniere con 18 reti, che portarono la sua squadra a disputare la finale play-off per la promozione in B, persa poi contro l'Ancona. Grazie alle 37 reti segnate durante la permanenza in C1, fu notato e ingaggiato dalla Reggiana, in Serie B. Ma dopo pochi mesi di permanenza, in cui segnò una rete in 5 gare, passò al Cagliari, sempre in cadetteria, nell'ambito di uno scambio che portò Giacomo Banchelli a Reggio Emilia alla Reggiana.
Con il club sardo, nonostante fosse chiuso dai compagni di reparto Roberto Muzzi e Darío Silva, riuscì a collezionare 27 presenze e a mettere a segno tre reti, una delle quali si rivelò fondamentale nel cammino dei rossoblù verso la promozione in massima serie. In A scese in campo solo in 4 gare, a causa di una serie di infortuni. Nella sede del ritiro estivo gli fu diagnosticata una cardiomegalia, ma ottenne comunque l'abilitazione per l'attività agonistica; dopo appena un giorno di allenamenti fu costretto a operarsi per un'ernia inguinale. Ritornato in campo, un infortunio mise fine alla sua tormentata stagione.
Nel 1999 ricominciò dalla C1, passando al Livorno, dove segnò 12 gol di cui due nei derby regionali contro il Pisa. La stagione seguente fu ingaggiato dal Como, dove fu tra gli artefici della promozione lariana in B nel campionato 2000-2001.
Trovò però la sua dimensione ideale nella Lucchese, di cui diventò capitano, partecipando per due volte ai play-off di C1. Lasciò la formazione rossonera nel luglio 2007, a ritiro estivo iniziato, per aggregarsi poco dopo al San Marino con cui disputò l'annata 2007-2008, l'ultima prima del ritiro dall'agonismo.

### Allenatore e dirigente
Diviene agente FIFA nell'ottobre 2010. Sul finire del dicembre 2014 è chiamato dal Savoia a sostituire Francesco Maglione e Antonio Obbedio, assumendo l'incarico di direttore sportivo. Nel 2015 è direttore generale al Savoia . Nel luglio 2016 assume l'incarico di allenatore del Ponsacco, formazione toscana di Serie D, che lo esonera il 3 ottobre successivo. Il 19 giugno 2017 va a sedersi sulla panchina dell'Argentina Arma, venendo però sollevato dall'incarico il 26 settembre. Nel 2019 è allenatore e direttore tecnico al' Igea Virtus . Dal  2023  è Direttore Tecnico e allena ad interim il Castelnuovo Garfagnana

## Statistiche

### Presenze e reti nei club
| Stagione           | Squadra            | Campionato         | Campionato | Campionato | Coppe nazionali | Coppe nazionali | Coppe nazionali | Totale | Totale |
| Stagione           | Squadra            | Comp               | Pres       | Reti       | Comp            | Pres            | Reti            | Pres   | Reti   |
| ------------------ | ------------------ | ------------------ | ---------- | ---------- | --------------- | --------------- | --------------- | ------ | ------ |
| 1986-1987          | Brindisi           | C1                 | 1          | 0          | CI-C            | ?               | ?               | 1+     | 0+     |
| 1987-1988          | Brindisi           | C1                 | 32         | 0          | CI-C            | ?               | ?               | 32+    | 0+     |
| 1988-1989          | Barletta           | B                  | 17         | 2          | CI              | 5               | 0               | 22     | 2      |
| lug.-ott. 1989     | Brindisi           | C1                 | 0          | 0          | -               | -               | -               | 0      | 0      |
| Totale Brindisi    | Totale Brindisi    | Totale Brindisi    | 33         | 0          |                 | ?               | ?               | 33+    | 0+     |
| 1989-1990          | Salernitana        | C1                 | 12         | 3          | CI-C            | ?               | 0               | 12+    | 3      |
| 1990-1991          | Salernitana        | B                  | 36         | 5          | CI              | ?               | ?               | 36+    | 5+     |
| Totale Salernitana | Totale Salernitana | Totale Salernitana | 48         | 8          |                 | ?               | 0+              | 48+    | 8+     |
| 1991-1992          | Ancona             | B                  | 21         | 2          | CI              | ?               | ?               | 21+    | 2+     |
| 1992-1993          | Monza              | B                  | 15         | 1          | CI              | ?               | ?               | 15+    | 1+     |
| lug.-nov. 1993     | Ancona             | B                  | 1          | 0          | CI              | ?               | ?               | 1+     | 0+     |
| Totale Ancona      | Totale Ancona      | Totale Ancona      | 22         | 2          |                 | ?               | 0+              | 22+    | 2+     |
| 1993-1994          | Venezia            | B                  | 15         | 5          | CI              | ?               | ?               | 15+    | 5+     |
| 1994-1995          | Barletta           | C1                 | 30         | 10         | CI-C            | ?               | ?               | 30+    | 10+    |
| Totale Barletta    | Totale Barletta    | Totale Barletta    | 47         | 12         |                 | 5               | ?               | 52     | 12+    |
| 1995-1996          | Savoia             | C1                 | 30         | 9          | CI-C            | ?               | ?               | 30+    | 9+     |
| 1996-1997          | Savoia             | C1                 | 32+3       | 18+0       | CI-C            | ?               | ?               | 35+    | 18+    |
| Totale Savoia      | Totale Savoia      | Totale Savoia      | 62+3       | 27+0       |                 | ?               | ?               | 65+    | 27+    |
| lug.-ott. 1997     | Reggiana           | B                  | 5          | 1          | CI              | ?               | ?               | 5+     | 1+     |
| 1997-1998          | Cagliari           | B                  | 27         | 3          | -               | -               | -               | 27     | 3      |
| 1998-1999          | Cagliari           | A                  | 4          | 0          | CI              | 0               | 0               | 4      | 0      |
| Totale Cagliari    | Totale Cagliari    | Totale Cagliari    | 31         | 3          |                 | 0               | 0               | 31     | 3      |
| 1999-2000          | Livorno            | C1                 | 30         | 12         | CI-C            | ?               | ?               | 30+    | 12+    |
| 2000-2001          | Como               | C1                 | 19         | 8          | CI-C            | ?               | ?               | 19+    | 8+     |
| 2001-2002          | Lucchese           | C1                 | 34         | 21         | CI-C            | ?               | ?               | 34+    | 21     |
| 2002-2003          | Lucchese           | C1                 | 30         | 12         | CI+CI-C         | ?+?             | ?+?             | 30+    | 12+    |
| 2003-2004          | Lucchese           | C1                 | 31         | 15         | CI-C            | ?               | ?               | 31+    | 15+    |
| 2004-2005          | Lucchese           | C1                 | 28         | 15         | CI-C            | ?               | ?               | 28+    | 15+    |
| 2005-2006          | Lucchese           | C1                 | 22         | 6          | CI+CI-C         | ?+?             | ?+?             | 22+    | 6      |
| 2006-2007          | Lucchese           | C1                 | 26         | 11         | CI+CI-C         | ?+?             | ?+?             | 26+    | 11     |
| Totale Lucchese    | Totale Lucchese    | Totale Lucchese    | 171        | 80         |                 | ?               | ?               | 171+   | 96+    |
| 2007-2008          | San Marino         | C2                 | 29         | 7          | CI-C            | ?               | ?               | 29+    | 7+     |
| Totale carriera    | Totale carriera    | Totale carriera    | 527+3      | 182        |                 | 5+              | ?               | 535+   | 182+   |

## Palmarès

### Giocatore

#### Individuale
- Capocannoniere della Serie C1: 1

1996-1997 (18 gol)